# Rusk Holm
Pour les articles homonymes, voir Holm et Rusk.
Rusk Holm est une île du Royaume-Uni située dans l'archipel des Orcades en Écosse.